# دونالد برازول
دونالد برازول دوم (به انگلیسی: Donald Braswell II)(متولد ۲۲ فوریه ۱۹۶۳)بازیگر، خواننده، ترانه‌نویس و تنور آمریکایی است. برازول در راه رسیدن به یک شهرت جهانی بود که بعد از سانحهٔ تصادف با اتومبیلی در سال ۱۹۹۵ صدایش را به مدت دو سال از دست می‌دهد. بعد از آن طی مدتی به دور از ذره بین هنر قرار گرفت. تا اینکه در سال ۲۰۰۸ در فصل سوم برنامهٔ استعدادهای درخشان آمریکا شرکت کرد که به مرحلهٔ ی ۵ نفر برتر مسابقه رسید. این پیروزی برای وی موقعیتی دوباره برای فعالیت در زمینه‌های خوانندگی فراهم آورد. از آن زمان، وی با اجرای کنسرت‌ها و انتشار آلبومها، توانسته‌است که از بیش از ۲۵ کشور طرفدار داشته باشد.
برازول با خوانندگی در سبک پاپ در کنسرتهایی به همراهی گروه ارکستر آوای دشت‌ها در سال ۲۰۰۹ در تکزاس، توانست دوباره به عرصهٔ موسیقی قدم بگذارد. اجراهای او طیف بزرگی از سبکهای موسیقی را در بر می‌گیرند. موسیقی کلاسیک، سول و پاپ از سبکهای اجرایی وی هستند. وی توانسته‌است افراد زیادی را از کشورها و قومیتهای گوناگون، با خوانندگی در زبان‌هایی به غیر از انگلیسی مانند اسپانیایی، ایتالیایی، روسی و فرانسوی به سمت خود جذب کند. کنسرتهای وی معمولاً چندزبانی‌اند. او اجراهایی داشته‌است که به خودی خود شامل بیش از یک زبان می‌شدند. اجراهایی از قبیل: شب در ساتن سفید از ماریو فرانگولیس،دعا و ویوره از آندریا بوچلی. سایر کارهای غیرانگلیسی وی شامل رزا از آگوستینا لارا(اسپانیایی)، وینچرو پردرو از ماریو فرانگولیس (ایتالیایی) و ترانهٔ ناپلی او سوله میو می‌شود.
برخی آهنگ‌های چندزبانهٔ وی در دومین آلبوم وی به نام می‌افتیم و دوباره برمی‌خیزیم وجود دارند.

## اوایل زندگی و تحصیلات

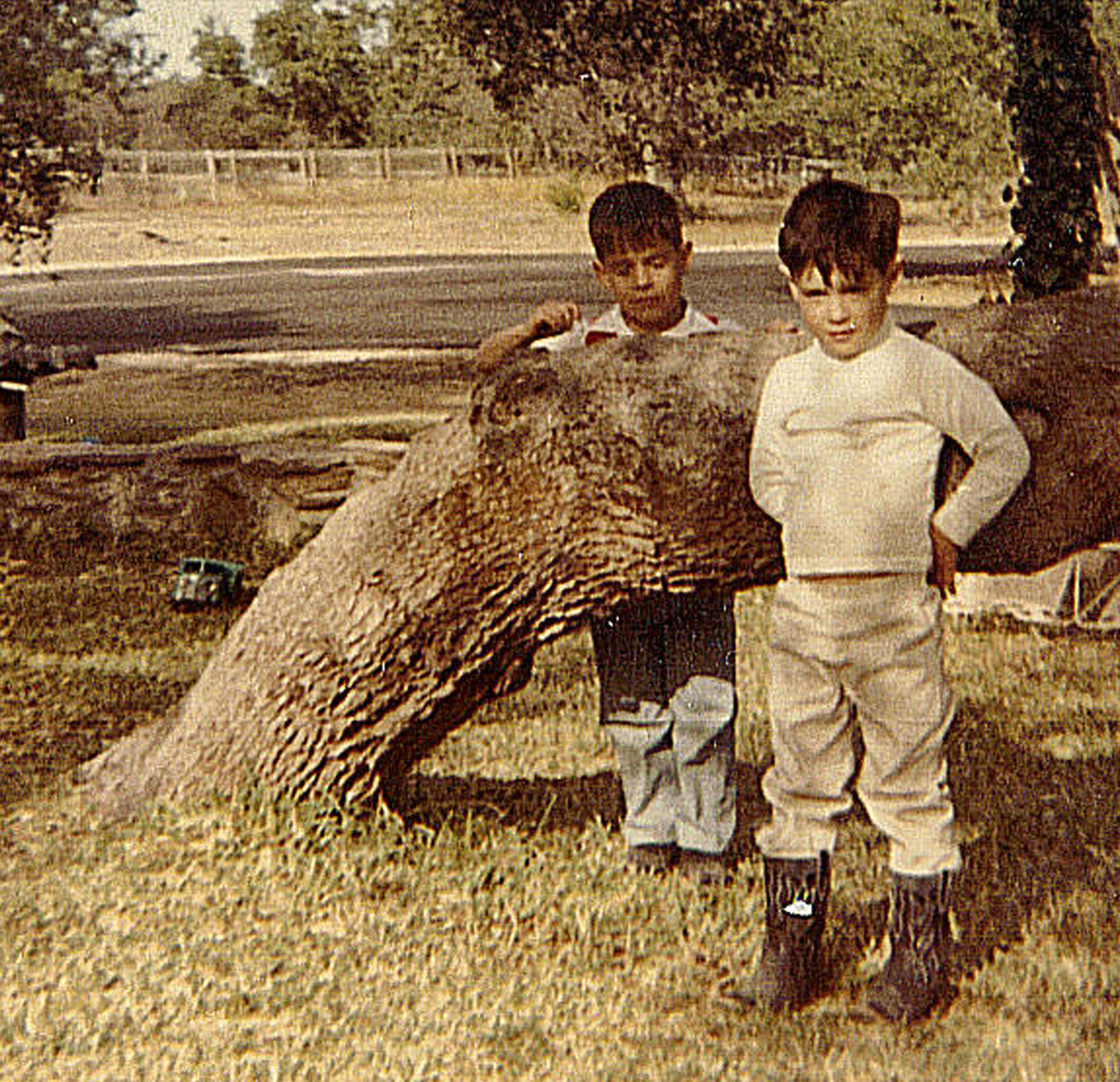
دونالد برازول (راست) در هفت سالگی در کنار برادر بزرگترش.

دونالد برازول جوانترین فرزند از میان چهار فرزند دونالد و جین برازول است. والدین وی اجراکنندگان اپرا بودند. او از دوران کودکی علاقه‌ای زیاد در زمینهٔ تئاتر و موسیقی از خود نشان داد و تصمیم گرفت که در آینده بازیگر شود. به عنوان یک کودک، وی اغلب به همراه خانواده اش اجرا می‌کرده‌است و هنرهای نمایشی را جزئی از طبیعت خود می‌دانسته‌است. در دوران دبیرستان، وی شبانه به صورت پنهانی همراه با چند تن از دوستانش در یکی از سالن‌های شهر به تمرین تئاتر می‌پرداخت. وی ترجیح می‌داد که ذائقهٔ هنری اش آشکار نشود.
بعد از فارغ‌التحصیلی از دبیرستان، وی توسط همسرش متقاعد شد که برای مدرسه جولیارد در نیویورک تقاضای تحصیل بفرستد. او این کار تنها به خاطر علاقه‌ای که به وی داشت انجام داد. اگرچه، نه تنها وی مورد قبول واقع شد، بلکه توانست در دوران تحصیلش کمک هزینه‌های تحصیل زیادی نیز بدست آورد. کمک هزینه‌هایی از جمله کمک هزینهٔ معتبر انریکو کاروسو. آنجا بود که وی فعالیت حرفه‌ای خودش را به عنوان خوانندهٔ سبک اپرا تنور آغاز کرد. جایی که امتیاز تحصیل زیر نظر فرانکو برتاکی، کسی که هم‌اکنون کارگردان هنری متن شعرهای اپرای فلوریداست را دریافت کرد. بعد از آن مجوزی از طرف مؤسسهٔ پوچینی - آلبانیسه دریافت کرد که به وی اجازهٔ تمرین زیر نظر تنور ایتالیایی، فرانکو کورلی را داد. برازول وی را عامل موفقیت امروزه اش می‌داند. برازول اشاره کرده‌است که کورلی به دانش آموزانش می‌آموخته که موسیقی چگونه خود را از صدای خواننده می‌سازد.

## فعالیتهای اولیه

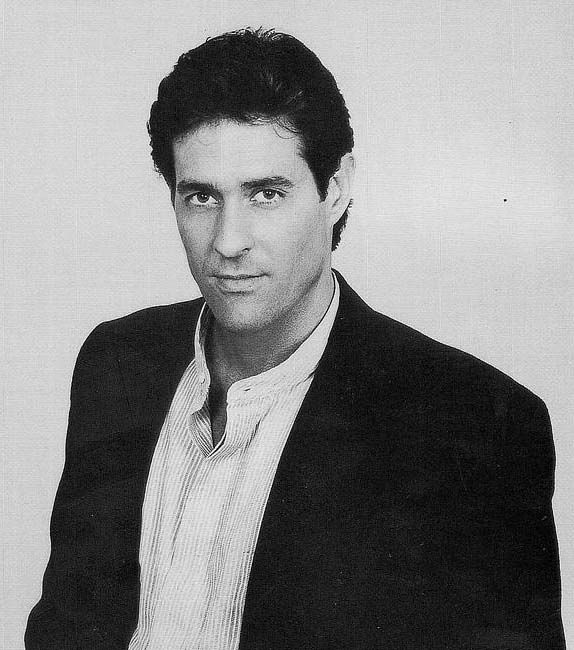
برازول در اوایل دههٔ نود به عنوان خوانندهٔ اپرا.

طی دوران فعالیتش به عنوان خوانندهٔ حرفه‌ای اپرا، وی نقش‌های و فعالیت‌های نمایشی در زمینهٔ تنور، از جمله دوکی از مانتائو از ریگولته،ماریو کاوارادوسی از توسکا و پینکرتون از مادام باترفلای نیز انجام داده‌است. افراد برازول را یک هنرمند فوق‌العاده موفق می‌دانستند. وی حتی توانست جایزه‌ای از طرف سازمان خبری اپرای ایتالیا برای اجرایش در نمایش نامهٔ پوچینی به نام گیانی شیچنی دریافت کند.

## سانحهٔ اتومبیل و بعد از آن

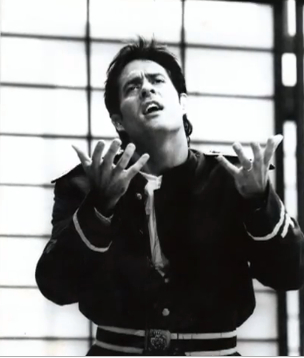
برازول در نقش پینکرتون در مادام پروانه.

فعالیت هنری دونالد در پاییز ۱۹۹۵ پایان یافت. وی در زمان سفرش با تیم اپرای ولز، درحالی که مشغول دوچرخه سواری در سطح شهر بود توسط اتومبیلی آسیب می‌بیند. این تصادف منجر به آسیب دیدن ناحیهٔ گلوی وی می‌شود. بر خلاف گفتهٔ متخصصین که تشخیص دادند وی دیگر قادر به خواندن یا صحبت کردن معمولی نخواهد بود، با تلاش و پشتکاری که داشت نه تنها موفق شد که قدرت تکلم خود را بازیابد، بلکه توانست که به حرفهٔ قبلیش هم برگردد.
به محض قدرت گرفتن صدایش، وی توسط کلیسا به خواندن ترغیب شد. سپس تصمیم گرفت که خوانندگی دوباره را با اجرا در گروه‌های کوچکی که در شهرش فعالیت می‌کردند از نو آغاز کند. وی بعدها در گروه سه تنور سان آنتونیو در شوهای کوچک شروع به فعالیت کرد.
وی همچنین توانست شهرتی از طریق بازی در نقش کاملوت در تئاتر بدست بیاورد. در همان‌جا بود که یکی از طرفداران وی را برای انتشار آلبوم ترغیب می‌کند. برازول برای انتشار سی دی متقاعد می‌شود و اولین آلبومش را با نام فصلی نو منتشر می‌کند. برازول همچنین در فیلمهای‌های زندگی دیوید گیل،رستاخیز،تغییر دنیا،یک زندگی برای زندگی کردن و خانم کانگیلیتی نیز حضور پیدا کرد. در فیلم خانم کانگیلیتی، وی ایفاگر نقش متخصص پوست گریسی هارت بود. هر چند که سکانسی که وی در آن حضور داشت در تدوین نهایی حذف شد.

## برنامهٔ تلویزیونیاستعدادهای درخشان آمریکا
دونالد در جون ۲۰۰۸ برای فصل سوم این برنامهٔ تلویزیونی امتحان داد. وی در اولین امتحانش ترانهٔ تو مرا بلند می‌کنی از جاش گروبن را اجرا کرد. با شروع وی، تماشاچیان شروع به فریاد برای اخراج وی از صحنه شدند. هر چند که وی قادر بود نظر آن‌ها را به سمت خود عوض کند. به طوری که پس از پایان اجرایش، همگان در حالی که ایستاده بودند و فریاد وگاس! وگاس! می‌کشیدند، خواستار فرستادن وی به مرحلهٔ بعدی بودند.
در مرحله بعدی، وی ترانهٔ گمشده از مایکل بوبلی را اجرا کرد که متأسفانه توسط داوران مورد پسند واقع نشد و موجب اخراج وی از روند مسابقه شد.
از آنجایی که حادثه‌ای برای یکی از قبول شدگان این مرحله اتفاق افتاد و وی قادر به ادامه نبود، داوران هشت نفر از کسانی را که قبول نشده بودند راانتخاب کردند تا به انتخاب مردم یکی از آن‌ها به مسابقه برگردد. دونالد که جزو این هشت نفر بود، با رأی مردم به مسابقه برگشت.
در مرحلهٔ بعدی که اجرای ۴۰ نفر برتر را شامل می‌شد، وی ترانهٔ رؤیای دست نیافتنی را اجرا کرد که مورد قبول واقع شد. در مراحل بعدی به ترتیب ترانه‌های موسیقی شب و به جایی که تو هستی را اجرا کرد که هردو مورد قبول واقع شدند. تا اینکه به مرحلهٔ پنج نفر برتر رسید و ترانهٔ تو مرا بزرگ کردی را دوباره، البته این دفعه با گروه کر اجرا کرد و با رأی مردم به جایگاه چهارم رسید.

### اجراها/نتایج
| هفته                   | تم                   | آهنگ انتخابی       | هنرمند اصلی     | شمارهٔ اجرا | نتیجه         |
| ---------------------- | -------------------- | ------------------ | --------------- | ---------- | ------------- |
| تست اولیه              | نا مشخص              | تو مرا بلند می‌کنی  | بریان کندی      | نا مشخص    | موفقیت        |
| اجرای لاس وگاس         | خوانندگان کلاسیک     | گمشده              | مایکل بوبلی     | ۲          | نا موفقیت     |
| ۴۰ نفر برتر            | کارت برگشت به مسابقه | نا مشخص            | نا مشخص         | نا مشخص    | موفقیت        |
| ۴۰ نفر برتر گروه چهارم | نا مشخص              | رویایی غیرممکن     | مردی از لامانچا | ۶          | موفقیت        |
| ۲۰ نفر برتر گروه ۲     | قهرمانان             | موسیقی شب          | شبح اپرا        | ۲          | موفقیت        |
| ۱۰ نفر برتر            | نا مشخص              | به جایی که تو هستی | جاش گروبن       | نا مشخص    | موفقیت        |
| ۵ نفر برتر             | نا مشخص              | تو مرا بلند می‌کنی  | بریان کندی      | ۲          | چهارمین برنده |

## فعالیت کنونی

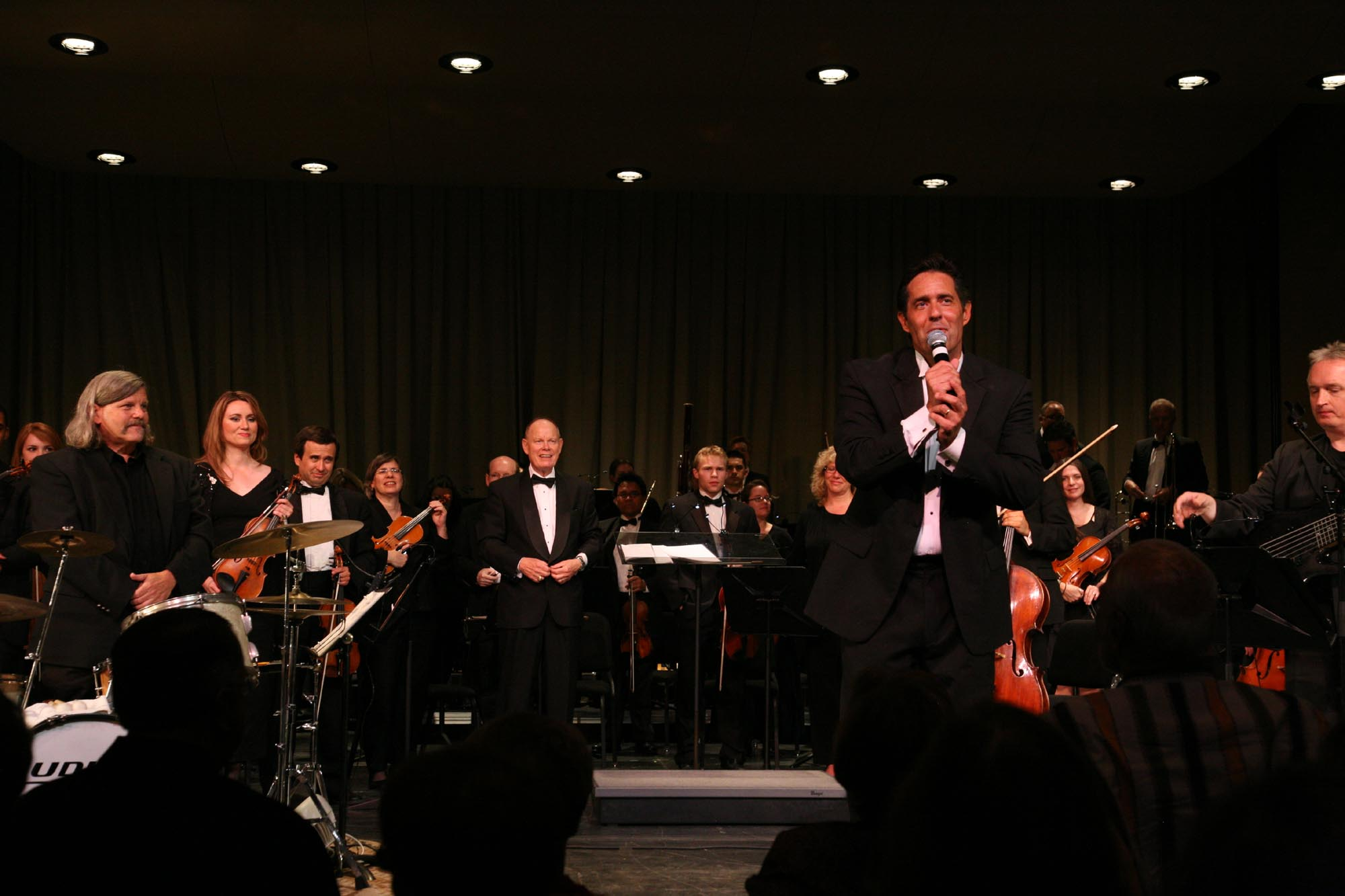
برازول به همراه گروه سمفونی تپه‌ها.

برازول آرزو دارد که بتواند به کمک استعدادش به بقیهٔ افراد کمک کند. او سعی می‌کند که افراد را با تعریف کردن داستان زندگی اش تحت تأثیر قرار بدهد. وی کنسرتهای زیادی را صرف کمک به افراد محتاج انجام داده‌است. به‌طور مثال، در سال ۲۰۰۹، وی ۴ کنسرت برای کمک به افراد بی خانمان سان آنتونیو برگزار کرد و درآمد آن‌ها را به این افراد بخشید. در ابتدای ۳ کنسرت وی یکی از ترانه‌های خودش به نام «به من نگاه کن» را اجرا کرد. ترانه‌ای که وی در هنگام ناتوانی کلامی نوشته بود. وی این ترانه را به افرادی با مشکلات مشابه تقدیم کرده و امیدوار است که بتواند کمکی به آن‌ها کرده باشد. سایر فعالیت‌ها و حضورهای دیگر وی را می‌توان در وبسایت وی مطالعه کرد.

## آلبوم‌ها
| سال  | نام آلبوم                  | توضیحات |
| ---- | -------------------------- | --- |
| ۲۰۰۷ | فصلی نو                    | وی در می۲۰۰۷، اولین آلبومش را با نام فصلی نو منتشر کرد. این آلبوم در سبک پاپ اپرا، کلاسیک و موسیقی تئاتر جای می‌گیرد.                                     |
| ۲۰۱۰ | می‌افتیم و دوباره برمی‌خیزیم | این آلبوم با همکاری آنتونی بازانی تهیه شده‌است. همچنین اکثر ترانه‌ها توسط خود دونالد برازول نوشته شده‌اند. این آلبوم در ۶ مارس ۲۰۱۰ درسطح بین‌المللی پخش شد. |
| ۲۰۱۱ | نامحصور                    | این آلبوم دومین حاصل همکاری برازول و آنتونی بازانی است و شامل ترانه‌های معروف سبک کلاسیک متقاطع و پاپ استاندارد است. این آلبوم در اکتبر ۲۰۱۱ منتشر شد.    |